# Liste der Kulturdenkmale in Reusa

Lage des Stadtteils Reusa in Plauen

In der Liste der Kulturdenkmale in Reusa sind die Kulturdenkmale des Plauener Stadtteils Reusa verzeichnet, die bis August 2019 vom Landesamt für Denkmalpflege Sachsen erfasst wurden (ohne archäologische Kulturdenkmale). Die Anmerkungen sind zu beachten.
Diese Aufzählung ist eine Teilmenge der Liste der Kulturdenkmale in Plauen.

## Liste der Kulturdenkmale in Reusa
| Bild                                    | Bezeichnung | Lage | Datierung | Beschreibung | ID       |
| --------------------------------------- | --- | --- | --- | --- | -------- |
|                                         | Wohnhaus in offener Bebauung | Alte Reichenbacher Straße 8 (Karte)                                                                          | 1927 | Entworfen von Enno Zimmermann für Max Herold; mit Einflüssen von Reform- und Landhausstil, baugeschichtlich von Bedeutung. Massiver ockerfarbiger Putzbau mit hohem Mansarddach mit 1/4 Schopf, die Obergeschosse ins Dach integriert, Sockel Theumaer Schiefer, überdachter Eingang mit kleiner Freitreppe und Haustür aus Erbauungszeit, großer Balkon an Giebelseite, Fensterläden, am Giebel Fensterverdachungen in Form geschweiften Dreiecks, als Einfamilienwohnhaus erbaut. | 09247041 |
|                                         | Sachgesamtheit Gartenstadt Am Weinberg | Alte Reichenbacher Straße 14-38 (gerade); Am Weinberg 11–19 (ungerade); Nach dem Taubenberg 1–18, 20 (Karte) | 1927–1937 | Sachgesamtheit Gartenstadt Am Weinberg, bestehend aus 29 Siedlungshäusern (alle Einzeldenkmale) in parkähnlichem Gelände; einzige Gartenstadtsiedlung der Stadt Plauen, mit Einflüssen der Neuen Sachlichkeit der 1920er Jahre, von großer städtebaulicher, baugeschichtlicher und stadtentwicklungsgeschichtlicher Bedeutung. | 09301807 |
|                                         | Siedlungshaus (Einzeldenkmal zu ID-Nr. 09301807) | Alte Reichenbacher Straße 14, 16 (Karte)                                                                     | 1929 | Einzeldenkmal der Sachgesamtheit Gartenstadt Am Weinberg; errichtet durch Otto E. Feustel nach Plänen Hans Schurigs; Teil der komplett erhaltenen Gartenstadtsiedlung Am Weinberg, von großer städtebaulicher, stadtentwicklungsgeschichtlicher und baugeschichtlicher Bedeutung. | 09247422 |
|                                         | Siedlungshaus (Einzeldenkmal zu ID-Nr. 09301807) | Alte Reichenbacher Straße 18, 20 (Karte)                                                                     | 1929 | Einzeldenkmal der Sachgesamtheit Gartenstadt Am Weinberg; errichtet durch Otto E. Feustel nach Plänen Hans Schurigs; Teil der komplett erhaltenen Gartenstadtsiedlung Am Weinberg, von großer städtebaulicher, stadtentwicklungsgeschichtlicher und baugeschichtlicher Bedeutung. | 09247025 |
|                                         | Siedlungshaus mit Laden (Einzeldenkmal zu ID-Nr. 09301807) | Alte Reichenbacher Straße 22 (Karte)                                                                         | 1929 | Einzeldenkmal der Sachgesamtheit Gartenstadt Am Weinberg; errichtet durch Otto E. Feustel nach Plänen Hans Schurigs; Teil der komplett erhaltenen Gartenstadtsiedlung Am Weinberg, von großer städtebaulicher, stadtentwicklungsgeschichtlicher und baugeschichtlicher Bedeutung. | 09247028 |
|                                         | Siedlungshaus (Einzeldenkmal zu ID-Nr. 09301807) | Alte Reichenbacher Straße 24 (Karte)                                                                         | 1929 | Einzeldenkmal der Sachgesamtheit Gartenstadt Am Weinberg; errichtet durch Otto E. Feustel nach Plänen Hans Schurigs; Teil der komplett erhaltenen Gartenstadtsiedlung Am Weinberg, von großer städtebaulicher, stadtentwicklungsgeschichtlicher und baugeschichtlicher Bedeutung. | 09247177 |
|                                         | Siedlungshaus, mit Torbogen als Verbindungselement zum Nachbarhaus (Einzeldenkmal zu ID-Nr. 09301807) | Alte Reichenbacher Straße 26 (Karte)                                                                         | 1929 | Einzeldenkmal der Sachgesamtheit Gartenstadt Am Weinberg; errichtet durch Otto E. Feustel nach Plänen Hans Schurigs; Teil der komplett erhaltenen Gartenstadtsiedlung Am Weinberg, von großer städtebaulicher, stadtentwicklungsgeschichtlicher und baugeschichtlicher Bedeutung. | 09247029 |
|                                         | Siedlungshaus (Einzeldenkmal zu ID-Nr. 09301807) | Alte Reichenbacher Straße 28 (Karte)                                                                         | 1929 | Einzeldenkmal der Sachgesamtheit Gartenstadt Am Weinberg; errichtet durch Otto E. Feustel nach Plänen Hans Schurigs; Teil der komplett erhaltenen Gartenstadtsiedlung Am Weinberg, von großer städtebaulicher, stadtentwicklungsgeschichtlicher und baugeschichtlicher Bedeutung. | 09247178 |
|                                         | Siedlungshaus (Einzeldenkmal zu ID-Nr. 09301807) | Alte Reichenbacher Straße 30 (Karte)                                                                         | 1928 | Einzeldenkmal der Sachgesamtheit Gartenstadt Am Weinberg; errichtet durch Oscar Keßler nach Plänen Hans Schurigs; Teil der komplett erhaltenen Gartenstadtsiedlung Am Weinberg, von großer städtebaulicher, stadtentwicklungsgeschichtlicher und baugeschichtlicher Bedeutung. | 09247034 |
|                                         | Siedlungshaus (Einzeldenkmal zu ID-Nr. 09301807) | Alte Reichenbacher Straße 32, 34 (Karte)                                                                     | 1928 | Einzeldenkmal der Sachgesamtheit Gartenstadt Am Weinberg; errichtet durch Oscar Keßler nach Plänen Hans Schurigs; Teil der komplett erhaltenen Gartenstadtsiedlung Am Weinberg, von großer städtebaulicher, stadtentwicklungsgeschichtlicher und baugeschichtlicher Bedeutung. | 09247035 |
|                                         | Siedlungshaus (Einzeldenkmal zu ID-Nr. 09301807) | Alte Reichenbacher Straße 36 (Karte)                                                                         | Um 1930 | Einzeldenkmal der Sachgesamtheit Gartenstadt Am Weinberg; errichtet durch Baumeister Paul Stöhr nach Plänen Hans Schurigs; Teil der komplett erhaltenen Gartenstadtsiedlung Am Weinberg, von großer städtebaulicher, stadtentwicklungsgeschichtlicher und baugeschichtlicher Bedeutung. | 09247036 |
|                                         | Siedlungshaus (Einzeldenkmal zu ID-Nr. 09301807) | Alte Reichenbacher Straße 38 (Karte)                                                                         | Um 1930 | Einzeldenkmal der Sachgesamtheit Gartenstadt Am Weinberg; errichtet durch Paul Stöhr nach Plänen Hans Schurigs; Teil der komplett erhaltenen Gartenstadtsiedlung Am Weinberg, von großer städtebaulicher, stadtentwicklungsgeschichtlicher und baugeschichtlicher Bedeutung. | 09301808 |
| Weitere Bilder                          | Sachgesamtheit Alter Friedhof Reusa | Am Lindentempel (Karte)                                                                                      | 1883 (Anlage Friedhof, 1969 letzte Belegungen) | Ehemaliger Friedhof Reusa, stillgelegter Friedhof mit vereinzelten alten Grabmalen und altem Baumbestand; ortsgeschichtliche Bedeutung. Seit 1883 als Friedhof der Gemeinde Reusa genutzt, 0,71 Hektar Fläche. Nach Anlage des nahe gelegenen neuen Hauptfriedhofes war der Friedhof überflüssig geworden und sollte ab 1920 nicht mehr belegt werden. Einzelbestattungen noch bis 1969 in Familiengräber. 1980 gab es 86 Laub- und Nadelbäume, darunter 30 Spitzahorn, Bestand an Lebensbäumen damals stark gefährdet, weiterhin Berg-Ahorn (1980 noch elf Stück). | 09247042 |
|                                         | Siedlungshaus (Einzeldenkmal zu ID-Nr. 09301807) | Am Weinberg 11 (Karte)                                                                                       | 1928 | Einzeldenkmal der Sachgesamtheit Gartenstadt Am Weinberg; errichtet durch Max Schuller nach Plänen Hans Schurigs; Teil der komplett erhaltenen Gartenstadtsiedlung Am Weinberg, von großer städtebaulicher, stadtentwicklungsgeschichtlicher und baugeschichtlicher Bedeutung. | 09247040 |
|                                         | Siedlungshaus (Einzeldenkmal zu ID-Nr. 09301807) | Am Weinberg 13 (Karte)                                                                                       | 1928 | Einzeldenkmal der Sachgesamtheit Gartenstadt Am Weinberg; errichtet durch Max Schuller nach Plänen Hans Schurigs; Teil der komplett erhaltenen Gartenstadtsiedlung Am Weinberg, von großer städtebaulicher, stadtentwicklungsgeschichtlicher und baugeschichtlicher Bedeutung. | 09247037 |
|                                         | Siedlungshaus (Einzeldenkmal zu ID-Nr. 09301807) | Am Weinberg 15 (Karte)                                                                                       | 1928 | Einzeldenkmal der Sachgesamtheit Gartenstadt Am Weinberg; errichtet durch Max Schuller nach Plänen Hans Schurigs; Teil der komplett erhaltenen Gartenstadtsiedlung Am Weinberg, von großer städtebaulicher, stadtentwicklungsgeschichtlicher und baugeschichtlicher Bedeutung. | 09247037 |
|                                         | Siedlungshaus (Einzeldenkmal zu ID-Nr. 09301807) | Am Weinberg 17 (Karte)                                                                                       | 1928 | Einzeldenkmal der Sachgesamtheit Gartenstadt Am Weinberg; errichtet durch Max Schuller nach Plänen Hans Schurigs; Teil der komplett erhaltenen Gartenstadtsiedlung Am Weinberg, von großer städtebaulicher, stadtentwicklungsgeschichtlicher und baugeschichtlicher Bedeutung. | 09247037 |
|                                         | Siedlungshaus (Einzeldenkmal zu ID-Nr. 09301807) | Am Weinberg 19 (Karte)                                                                                       | 1928 | Einzeldenkmal der Sachgesamtheit Gartenstadt Am Weinberg; errichtet durch Max Schuller nach Plänen Hans Schurigs; Teil der komplett erhaltenen Gartenstadtsiedlung Am Weinberg, von großer städtebaulicher, stadtentwicklungsgeschichtlicher und baugeschichtlicher Bedeutung. | 09247037 |
| Direkt Bild zu diesem Denkmal hochladen | Wandmosaik im Treppenhaus einer Schule | Am Weinberg 28 (Karte)                                                                                       | 1965 | 1965 im Auftrag des Rates der Stadt Plauen für die Grundschule Reusa von den bekannten Plauener Künstlern Rolf Andiel und Lothar Rentsch geschaffenes Wandmosaik zum Thema „Jugend“. Beide Künstler lieferten für diesen Auftrag Entwürfe, der von Rolf Andiel kam dann zur Ausführung. Symbolische Darstellung von Kindheit, Jugend, Arbeit, Forschung, Raumfahrt, Vergangenheit und Friedenswillen. Die Figuren wurden mit entsprechenden Symbolen versehen, nebeneinander angeordnet. Ihre Haltung ist statisch. Das Bild ist geprägt durch ideologische Vorgaben der Entstehungszeit, die vielfach in vergleichbarer Weise bei Auftragswerken künstlerisch umgesetzt wurden. Als charakteristisches Wandbild der 1960er Jahre kommt diesem Bild geschichtliche Bedeutung zu, dies vor allem auch, weil zahlreiche vergleichbare Auftragswerke in den vergangenen Jahren verloren gingen. | 09303921 |
| Weitere Bilder                          | Sachgesamtheit Hauptfriedhof Plauen | Kleinfriesener Straße 14 (Karte)                                                                             | 1909–1918 | Sachgesamtheit Hauptfriedhof Plauen: gartenkünstlerische Friedhofsgestaltung mit Wegesystem, waldartigem Baumbestand, Alleen, Baumreihen, prägnanten Einzelbäumen, Verwaltungsgebäuden, Krematorium, Grab- und Gedenkstätte für die Opfer des Explosionsunglücks am 19. Juli 1918, Ehrenhain für die Gefallenen des Ersten Weltkrieges, Ehrenhain für die Gefallenen des Zweiten Weltkrieges, Grab- und Gedenkstätte für die Bombenopfer der Luftangriffe vom 10. April 1945, kleines Kriegerdenkmal und serbischer Grabstein (Alliierte), Grab- und Gedenkstätte für die Opfer des Faschismus, sowjetische Grab- und Gedenkstätte, polnisches Sammelgrab, italienischer Gedenkstein, Grabstätten, Grabmalen und Erbbegräbnissen (siehe Einzeldenkmale 09301828), allen historischen Brunnen, der Friedhofsmauer (westlich und östlich der Verwaltungsgebäude) und Holzlattenzaun (Sachgesamtheitsteile); von hoher geschichtlicher und gartenhistorischer Bedeutung. | 09247344 |
| Weitere Bilder                          | Verwaltungsgebäude, Krematorium, Grab- und Gedenkstätte für die Opfer des Explosionsunglücks am 19. Juli 1918, Ehrenhain für die Opfer des Ersten Weltkrieges, Ehrenhain für die Gefallenen des Zweiten Weltkrieges, Grab- und Gedenkstätte für die Bombenopfer der Luftangriffe vom 10. April 1945, kleines Kriegerdenkmal und serbischer Grabstein (Alliierte), Grab- und Gedenkstätte für die Opfer des Faschismus, sowjetische Grab- und Gedenkstätte, polnisches Sammelgrab, italienischer Gedenkstein, Grabstätten, Grabmale und Erbbegräbnisse sowie seit 2013 die Skulpturen von Minerva und Herkules aus dem ehemaligen Kgl. Gymnasium (Einzeldenkmale zu ID-Nr. 09247344) | Kleinfriesener Straße 14 (Karte)                                                                             | 1913–1918 (Verwaltung); 1918 (Einweihung Krematorium); 1918–1990 (Grabmäler und Grabanlagen); nach 1918 (Grabfeld für Gefallene des Ersten Weltkrieges); nach 1945 (Grabfeld für Kriegsgefangene und Zwangsarbeiter) | Alles Bestandteile des denkmalgeschützten Hauptfriedhofs von stadtgeschichtlicher, personengeschichtlicher bzw. künstlerischer Bedeutung. Im Februar 1918 eingeweiht, umfasst der Plauener Hauptfriedhof heute eine Fläche von 28,23 Hektar. Mit insgesamt 7.476 Grabstätten, darunter auch Gräber bekannter Persönlichkeiten, wie das von Erich Ohser, ist der Naturfriedhof einer der größten und schönsten der Region. Die idyllische Anlage mit ihrem umfangreichen Baumbestand lädt zum Spazieren und Verweilen ein. Denkmalgeschützte Grabstätten sowie Mahnmale und Ehrenhaine vermitteln nicht zuletzt einen Blick in die bewegte Geschichte Plauens. Nach den Entwürfen von Stadtbaurat Wilhelm Goette entstand eine Platzanlage mit einer symmetrisch axialen Teilung durch umfangreiche Schmuckanlagen. Das Hauptgebäude, das sich dem Besucher nach dem Verlassen der Torgebäude über einen Geländeanstieg und eine Freitreppe erschließt, fällt durch sein Hauptportal auf. Initiiert durch den 1901 gegründeten Plauener Verein für Feuerbestattung wurde 1913 beschlossen, auf dem Friedhofsgelände eine Feuerbestattungsanlage zu errichten. Nach der Grundsteinlegung 1914 konnte der Rohbau bereits ein Jahr später von der Firma Oskar Kessler übergeben werden. Für die Innengestaltung der Haupthalle wurden die Farben grün, blau und violett unter sparsamster Verwendung von Marmor, Mosaik und Gold verwendet. | 09301828 |
|                                         | Siedlungshaus (Einzeldenkmal zu ID-Nr. 09301807) | Nach dem Taubenberg 1, 3 (Karte)                                                                             | 1929 | Einzeldenkmal der Sachgesamtheit Gartenstadt Am Weinberg; errichtet durch Oscar Keßler nach Plänen Hans Schurigs; Teil der komplett erhaltenen Gartenstadtsiedlung Am Weinberg, von großer städtebaulicher, stadtentwicklungsgeschichtlicher und baugeschichtlicher Bedeutung. | 09247026 |
|                                         | Siedlungshaus (Einzeldenkmal zu ID-Nr. 09301807) | Nach dem Taubenberg 2, 4 (Karte)                                                                             | 1929 | Einzeldenkmal der Sachgesamtheit Gartenstadt Am Weinberg; errichtet durch Max Schuller nach Plänen Hans Schurigs; Teil der komplett erhaltenen Gartenstadtsiedlung Am Weinberg, von großer städtebaulicher, stadtentwicklungsgeschichtlicher und baugeschichtlicher Bedeutung. | 09247027 |
|                                         | Siedlungshaus (Einzeldenkmal zu ID-Nr. 09301807) | Nach dem Taubenberg 5 (Karte)                                                                                | 1929 | Einzeldenkmal der Sachgesamtheit Gartenstadt Am Weinberg; errichtet durch Max Schoenstein nach Plänen Hans Schurigs; Teil der komplett erhaltenen Gartenstadtsiedlung Am Weinberg, von großer städtebaulicher, stadtentwicklungsgeschichtlicher und baugeschichtlicher Bedeutung. | 09247030 |
|                                         | Siedlungshaus (Einzeldenkmal zu ID-Nr. 09301807) | Nach dem Taubenberg 6 (Karte)                                                                                | 1930 | Einzeldenkmal der Sachgesamtheit Gartenstadt Am Weinberg; errichtet durch Otto E. Feustel nach Plänen Hans Schurigs; Teil der komplett erhaltenen Gartenstadtsiedlung Am Weinberg, von großer städtebaulicher, stadtentwicklungsgeschichtlicher und baugeschichtlicher Bedeutung. | 09247012 |
|                                         | Siedlungshaus (Einzeldenkmal zu ID-Nr. 09301807) | Nach dem Taubenberg 7 (Karte)                                                                                | 1929 | Einzeldenkmal der Sachgesamtheit Gartenstadt Am Weinberg; errichtet durch Max Schoenstein nach Plänen Hans Schurigs; Teil der komplett erhaltenen Gartenstadtsiedlung Am Weinberg, von großer städtebaulicher, stadtentwicklungsgeschichtlicher und baugeschichtlicher Bedeutung. | 09247426 |
|                                         | Siedlungshaus (Einzeldenkmal zu ID-Nr. 09301807) | Nach dem Taubenberg 8 (Karte)                                                                                | 1930 | Einzeldenkmal der Sachgesamtheit Gartenstadt Am Weinberg; errichtet durch Otto E. Feustel nach Plänen Hans Schurigs; Teil der komplett erhaltenen Gartenstadtsiedlung Am Weinberg, von großer städtebaulicher, stadtentwicklungsgeschichtlicher und baugeschichtlicher Bedeutung. | 09247012 |
|                                         | Siedlungshaus (Einzeldenkmal zu ID-Nr. 09301807) | Nach dem Taubenberg 9 (Karte)                                                                                | 1928 | Einzeldenkmal der Sachgesamtheit Gartenstadt Am Weinberg; errichtet durch Otto Feustel und Fritz Kohl nach Plänen Hans Schurigs; Teil der komplett erhaltenen Gartenstadtsiedlung Am Weinberg, von großer städtebaulicher, stadtentwicklungsgeschichtlicher und baugeschichtlicher Bedeutung. | 09247031 |
|                                         | Siedlungshaus (Einzeldenkmal zu ID-Nr. 09301807) | Nach dem Taubenberg 10 (Karte)                                                                               | 1930 | Einzeldenkmal der Sachgesamtheit Gartenstadt Am Weinberg; errichtet durch Otto E. Feustel nach Plänen Hans Schurigs; Teil der komplett erhaltenen Gartenstadtsiedlung Am Weinberg, von großer städtebaulicher, stadtentwicklungsgeschichtlicher und baugeschichtlicher Bedeutung. | 09247012 |
|                                         | Siedlungshaus (Einzeldenkmal zu ID-Nr. 09301807) | Nach dem Taubenberg 11, 13 (Karte)                                                                           | 1928 | Einzeldenkmal der Sachgesamtheit Gartenstadt Am Weinberg; errichtet durch Otto Feustel und Fritz Kohl nach Plänen Hans Schurigs; Teil der komplett erhaltenen Gartenstadtsiedlung Am Weinberg, von großer städtebaulicher, stadtentwicklungsgeschichtlicher und baugeschichtlicher Bedeutung. | 09247032 |
|                                         | Siedlungshaus (Einzeldenkmal zu ID-Nr. 09301807) | Nach dem Taubenberg 12 (Karte)                                                                               | 1930 | Einzeldenkmal der Sachgesamtheit Gartenstadt Am Weinberg; errichtet durch Otto E. Feustel nach Plänen Hans Schurigs; Teil der komplett erhaltenen Gartenstadtsiedlung Am Weinberg, von großer städtebaulicher, stadtentwicklungsgeschichtlicher und baugeschichtlicher Bedeutung. | 09247012 |
|                                         | Siedlungshaus (Einzeldenkmal zu ID-Nr. 09301807) | Nach dem Taubenberg 14 (Karte)                                                                               | 1930 | Einzeldenkmal der Sachgesamtheit Gartenstadt Am Weinberg; errichtet durch Max Schuller nach Plänen Hans Schurigs; Teil der komplett erhaltenen Gartenstadtsiedlung Am Weinberg, von großer städtebaulicher, stadtentwicklungsgeschichtlicher und baugeschichtlicher Bedeutung. | 09247024 |
|                                         | Siedlungshaus (Einzeldenkmal zu ID-Nr. 09301807) | Nach dem Taubenberg 15 (Karte)                                                                               | 1928 | Einzeldenkmal der Sachgesamtheit Gartenstadt Am Weinberg; errichtet durch Max Schoenstein nach Plänen Hans Schurigs; Teil der komplett erhaltenen Gartenstadtsiedlung Am Weinberg, von großer städtebaulicher, stadtentwicklungsgeschichtlicher und baugeschichtlicher Bedeutung. | 09247033 |
|                                         | Siedlungshaus (Einzeldenkmal zu ID-Nr. 09301807) | Nach dem Taubenberg 16, 18 (Karte)                                                                           | 1930 | Einzeldenkmal der Sachgesamtheit Gartenstadt Am Weinberg; errichtet durch Max Schuller nach Plänen Hans Schurigs; Teil der komplett erhaltenen Gartenstadtsiedlung Am Weinberg, von großer städtebaulicher, stadtentwicklungsgeschichtlicher und baugeschichtlicher Bedeutung. | 09247024 |
|                                         | Siedlungshaus (Einzeldenkmal zu ID-Nr. 09301807) | Nach dem Taubenberg 17 (Karte)                                                                               | 1928 | Einzeldenkmal der Sachgesamtheit Gartenstadt Am Weinberg; errichtet durch Max Schoenstein nach Plänen Hans Schurigs; Teil der komplett erhaltenen Gartenstadtsiedlung Am Weinberg, von großer städtebaulicher, stadtentwicklungsgeschichtlicher und baugeschichtlicher Bedeutung. | 09301809 |
|                                         | Siedlungshaus (Einzeldenkmal zu ID-Nr. 09301807) | Nach dem Taubenberg 20 (Karte)                                                                               | 1928 | Einzeldenkmal der Sachgesamtheit Gartenstadt Am Weinberg; errichtet durch Max Schuller nach Plänen Hans Schurigs; Teil der komplett erhaltenen Gartenstadtsiedlung Am Weinberg, von großer städtebaulicher, stadtentwicklungsgeschichtlicher und baugeschichtlicher Bedeutung. | 09247039 |
|                                         | Wasserhochbehälter Reusa des Trinkwasserverbundsystems | Nach Waldesruh (Karte)                                                                                       | Bezeichnet mit 1912 (über dem Eingang) | Original erhaltener Werksteinbau, baugeschichtlich und technikgeschichtlich von Bedeutung. Der recht große Bau aus rustikal gestalteten Werksteinen hat eine Pilastergliederung und ahmt, architektonisch interessant, eine Tempelfront nach. | 09247043 |
| Weitere Bilder                          | Wohn- und Stickereigebäude sowie Stickmaschinen | Obstgartenweg 1 (Karte)                                                                                      | 1896 (Wohnhaus); 1902 (Stickerei); 1930er Jahre (Stickmaschinen) | Wohnhaus, entworfen von Clemens Illing für Max Vollstedt, daran anschließend Stickereigebäude, gebaut für Albert Schiller, darin noch drei Stickautomaten; technisches Denkmal, auch baugeschichtliche Relevanz. Das Wohnhaus ein anderthalbgeschossiger Putzbau (Drempel), Rechteckfenster, Tür an der Traufseite, waagerechte Fensterverdachungen, Satteldach, Satteldachgaupen. Das Stickereigebäude eingeschossig. 1930 kamen die Gebäude in den Besitz der Firma Paul Hopf, worauf die zehn Pantographenstickmaschinen des Bestandes verschrottet und darauf die drei Stickautomaten der VOMAG vom System Zahn (1932 und 1936) aufgestellt wurden. Mit ihnen wurde bis 1997 produziert, seitdem sind die Gebäude Standort des Museums-, Produktions- und Verkaufsraumes der „Schaustickerei Plauener Spitze“, wo die genannten Maschinen und andere vorgeführt werden. | 09247453 |
|                                         | Villa mit bauzeitlicher Ausstattung | Obstgartenweg 5 (Karte)                                                                                      | 1926 | Repräsentative Villa, nach Entwurf des Architekten Curt Prager für den Fabrikdirektor Alfred Enders erbaut. Zweigeschossiger Putzbau über unregelmäßigem Grundriss mit polygonalem Standerker und massivem Eingangsvorbau, Abschluss durch leicht überstehendes Walmdach. Im Inneren wertvolle bauzeitliche Ausstattung im Art Déco (Herrenzimmer mit Holzvertäfelung und Heizungsverkleidung sowie Deckenverkleidung, Treppenhaus mit Holzgeländer, Füllungstüren, Deckenverkleidung). Drei Bleiglasfenster im Treppenhaus, ebenfalls bauzeitlich. Durch ihren guten Originalzustand sowie die reiche und handwerklich qualitätvolle Ausstattung erlangt das Bauwerk baugeschichtliche Bedeutung. | 09303923 |
|                                         | Siedlungshaus (Einzeldenkmal zu ID-Nr. 09301807) | Reusaer Straße 13 (Karte)                                                                                    | 1937 | Einzeldenkmal der Sachgesamtheit Gartenstadt Am Weinberg; errichtet nach Plänen Hans Schurigs; Teil der komplett erhaltenen Gartenstadtsiedlung Am Weinberg, von großer städtebaulicher, stadtentwicklungsgeschichtlicher und baugeschichtlicher Bedeutung. | 09247429 |
|                                         | Siedlungshaus (Einzeldenkmal zu ID-Nr. 09301807) | Reusaer Straße 15 (Karte)                                                                                    | 1937 | Einzeldenkmal der Sachgesamtheit Gartenstadt Am Weinberg; errichtet nach Plänen Hans Schurigs; Teil der komplett erhaltenen Gartenstadtsiedlung Am Weinberg, von großer städtebaulicher, stadtentwicklungsgeschichtlicher und baugeschichtlicher Bedeutung. | 09247430 |
|                                         | Siedlungshaus (Einzeldenkmal zu ID-Nr. 09301807) | Reusaer Straße 17 (Karte)                                                                                    | 1937 | Einzeldenkmal der Sachgesamtheit Gartenstadt Am Weinberg; errichtet nach Plänen Hans Schurigs; Teil der komplett erhaltenen Gartenstadtsiedlung Am Weinberg, von großer städtebaulicher, stadtentwicklungsgeschichtlicher und baugeschichtlicher Bedeutung. | 09247431 |
|                                         | Siedlungshaus (Einzeldenkmal zu ID-Nr. 09301807) | Reusaer Straße 19 (Karte)                                                                                    | 1937 | Einzeldenkmal der Sachgesamtheit Gartenstadt Am Weinberg; errichtet nach Plänen Hans Schurigs; Teil der komplett erhaltenen Gartenstadtsiedlung Am Weinberg, von großer städtebaulicher, stadtentwicklungsgeschichtlicher und baugeschichtlicher Bedeutung. | 09247432 |
|                                         | Siedlungshaus (Einzeldenkmal zu ID-Nr. 09301807) | Reusaer Straße 21 (Karte)                                                                                    | 1937 | Einzeldenkmal der Sachgesamtheit Gartenstadt Am Weinberg; errichtet nach Plänen Hans Schurigs; Teil der komplett erhaltenen Gartenstadtsiedlung Am Weinberg, von großer städtebaulicher, stadtentwicklungsgeschichtlicher und baugeschichtlicher Bedeutung. | 09247011 |
|                                         | Siedlungshaus (Einzeldenkmal zu ID-Nr. 09301807) | Reusaer Straße 23 (Karte)                                                                                    | 1937 | Einzeldenkmal der Sachgesamtheit Gartenstadt Am Weinberg; errichtet nach Plänen Hans Schurigs; Teil der komplett erhaltenen Gartenstadtsiedlung Am Weinberg, von großer städtebaulicher, stadtentwicklungsgeschichtlicher und baugeschichtlicher Bedeutung. | 09301810 |
|                                         | Mietshaus in halboffener Bebauung, mit Vorgarten | Röntgenstraße 21 (Karte)                                                                                     | Bezeichnet mit 1925 | Die anspruchsvolle Häuserzeile entworfen von Stadtbaurat Paul Wolf, Ausführung Bauhütte Vogtland und Emil Klix; Reformarchitektur in den Formen und Farben der 1920er Jahre, sozialgeschichtliche und vor allem baugeschichtliche Bedeutung. Dreigeschossiger Putzbau, der Kopfbau wirkt wie Seitenrisalit der Häuserzeile; Eingangsbereich mit gebrannten Ziegeln und Reliefs, originale Haustür mit Bezeichnung 1925, Segmentbogenverdachung, nahezu wandbündige, mit Klinkern eingefasste Fenster, großer Dreieckgiebel mit drei Achsen; ehemaliges Wohnhaus von Paul Wolf. Vorgarten mit Hecken und Pyramideneichen. | 09247010 |
|                                         | Mietshaus in geschlossener Bebauung, mit Vorgarten | Röntgenstraße 23 (Karte)                                                                                     | 1925 | Errichtet durch H. Zipfel. Die von Stadtbaurat Paul Wolf 1925 entworfene Häuserzeile ist anspruchsvolle Reformarchitektur in den Formen und Farben der 1920er Jahre, sozialgeschichtliche und vor allem baugeschichtliche Bedeutung. Dreigeschossiger vierachsiger Putzbau. Rundbogiger Eingangsbereich mit gebrannten Ziegeln und Reliefs, originale Haustür, nahezu wandbündige, mit Klinkern eingefasste Fenster, zweiachsiger, flach verdachter Dachausbau. Vorgarten mit Hecken und Pyramideneichen. | 09247009 |
|                                         | Mietshaus in geschlossener Bebauung, mit Vorgarten | Röntgenstraße 25 (Karte)                                                                                     | 1925 | Die von Stadtbaurat Paul Wolf 1925 entworfene Häuserzeile ist anspruchsvolle Reformarchitektur in den Formen und Farben der 1920er Jahre, sozialgeschichtliche und vor allem baugeschichtliche Bedeutung. Dreigeschossiger vierachsiger Putzbau. Rundbogiger Eingangsbereich mit gebrannten Ziegeln und Reliefs, originale Haustür, nahezu wandbündige, mit Klinkern eingefasste Fenster, zweiachsiger, flach verdachter Dachausbau. Vorgarten mit Hecken und Pyramideneichen. | 09247008 |
|                                         | Mietshaus in geschlossener Bebauung, mit Vorgarten | Röntgenstraße 27 (Karte)                                                                                     | 1925 | Errichtet durch Otto E. Feustel. Die von Stadtbaurat Paul Wolf 1925 entworfene Häuserzeile ist anspruchsvolle Reformarchitektur in den Formen und Farben der 1920er Jahre, sozialgeschichtliche und vor allem baugeschichtliche Bedeutung. Dreigeschossiger vierachsiger Putzbau, wirkt wie der Mittelrisalit der Zeile. Eingangsbereich mit gebrannten Ziegeln und Reliefs, über Haustür Relief mit Darstellung von Mutter und Kind sowie Inschrift: „Nach innen Leben, nach außen weben, Nach unten schauen, nach oben streben“. Nahezu wandbündige, mit Klinkern eingefasste Fenster, großer Dreieckgiebel mit drei Achsen. Vorgarten mit Hecken und Pyramideneichen. | 09247007 |
|                                         | Mietshaus in geschlossener Bebauung, mit Vorgarten | Röntgenstraße 29 (Karte)                                                                                     | 1925 | Errichtet durch Paul Stöhr. Die von Stadtbaurat Paul Wolf 1925 entworfene Häuserzeile ist anspruchsvolle Reformarchitektur in den Formen und Farben der 1920er Jahre, sozialgeschichtliche und vor allem baugeschichtliche Bedeutung. Dreigeschossiger vierachsiger Putzbau. Rundbogiger Eingangsbereich mit gebrannten Ziegeln und Reliefs, originale Haustür, nahezu wandbündige, mit Klinkern eingefasste Fenster, zweiachsiger, flach verdachter Dachausbau. Vorgarten mit Hecken und Pyramideneichen. | 09247006 |
|                                         | Mietshaus in geschlossener Bebauung, mit Vorgarten | Röntgenstraße 31 (Karte)                                                                                     | 1925 | Errichtet durch Paul Stöhr. Die von Stadtbaurat Paul Wolf 1925 entworfene Häuserzeile ist anspruchsvolle Reformarchitektur in den Formen und Farben der 1920er Jahre, sozialgeschichtliche und vor allem baugeschichtliche Bedeutung. Dreigeschossiger vierachsiger Putzbau. Rundbogiger Eingangsbereich mit gebrannten Ziegeln und Reliefs, originale Haustür, nahezu wandbündige, mit Klinkern eingefasste Fenster, zweiachsiger, flach verdachter Dachausbau. Vorgarten mit Hecken und Pyramideneichen. | 09247005 |
|                                         | Mietshaus in geschlossener Bebauung, mit Vorgarten | Röntgenstraße 33 (Karte)                                                                                     | 1925 | Errichtet durch Max Schoenstein. Die von Stadtbaurat Paul Wolf 1925 entworfene Häuserzeile ist anspruchsvolle Reformarchitektur in den Formen und Farben der 1920er Jahre, sozialgeschichtliche und vor allem baugeschichtliche Bedeutung. Dreigeschossiger Putzbau, wirkt wie Seitenrisalit der Häuserzeile. Eingangsbereich mit gebrannten Ziegeln und Reliefs, über Hauseingang Plastik (Frauendarstellung mit Taube). Nahezu wandbündige, mit Klinkern eingefasste Fenster. Großer Dreieckgiebel mit drei Achsen, Kopfbau. Vorgarten mit Hecken und Pyramideneichen. | 09247004 |

## Tabellenlegende
- Bild: Bild des Kulturdenkmals, ggf. zusätzlich mit einem Link zu weiteren Fotos des Kulturdenkmals im Medienarchiv Wikimedia Commons. Wenn man auf das Kamerasymbol klickt, können Fotos zu Kulturdenkmalen aus dieser Liste hochgeladen werden:
- Bezeichnung: Denkmalgeschützte Objekte und ggf. Bauwerksname des Kulturdenkmals
- Lage: Straßenname und Hausnummer oder Flurstücknummer des Kulturdenkmals. Die Grundsortierung der Liste erfolgt nach dieser Adresse. Der Link (Karte) führt zu verschiedenen Kartendiensten mit der Position des Kulturdenkmals. Fehlt dieser Link, wurden die Koordinaten noch nicht eingetragen. Sind diese bekannt, können sie über ein Tool mit einer Kartenansicht einfach nachgetragen werden. In dieser Kartenansicht sind Kulturdenkmale ohne Koordinaten mit einem roten bzw. orangen Marker dargestellt und können durch Verschieben auf die richtige Position in der Karte mit Koordinaten versehen werden. Kulturdenkmale ohne Bild sind an einem blauen bzw. roten Marker erkennbar.
- Datierung: Baubeginn, Fertigstellung, Datum der Erstnennung oder grobe zeitliche Einordnung entsprechend des Eintrags in der sächsischen Denkmaldatenbank
- Beschreibung: Kurzcharakteristik des Kulturdenkmals entsprechend des Eintrags in der sächsischen Denkmaldatenbank, ggf. ergänzt durch die dort nur selten veröffentlichten Erfassungstexte oder zusätzliche Informationen
- ID: Vom Landesamt für Denkmalpflege Sachsen vergebene, das Kulturdenkmal eindeutig identifizierende Objekt-Nummer. Der Link führt zum PDF-Denkmaldokument des Landesamtes für Denkmalpflege Sachsen. Bei ehemaligen Kulturdenkmalen können die Objektnummern unbekannt sein und deshalb fehlen bzw. die Links von aus der Datenbank entfernten Objektnummern ins Leere führen. Ein ggf. vorhandenes Icon  führt zu den Angaben des Kulturdenkmals bei Wikidata.

## Ausführliche Denkmaltexte
1. ↑  Gartenstadt Am Weinberg:
Als 1928 die Jahreshauptversammlung des 1912 gegründeten Landesverbandes der sächsischen gemeinnützigen Bauvereine stattfand, regte dessen Vorsitzender, der Dresdner Baudirektor und Architekt Max Oertel, an, dass eine Vogtländische Baugesellschaft gegründet werden sollte, um in Plauen im Ortsteil Reusa die Gartenstadt Am Weinberg zu bauen („Eine Gartenstadt ist eine planmäßig gestaltete Siedlung auf wohlfeilem Gelände, die dauernd in Obereigentum der Gemeinschaft gehalten wird, derart, dass jede Spekulation mit dem Grund und Boden unmöglich ist“, aus den Statuten der deutschen Gartenstadt-Gesellschaft 1902). Von 1928 bis 1937 entstanden im Auftrag der nun gegründeten Vogtländischen Baugesellschaft 43 Mehrfamilienwohnhäuser mit 313 Wohnungen (heute 288 Wohnungen), die in qualitätvoll gestaltete Außenanlagen eingebettet wurden. Die Entwürfe der Häuser stammen vom Plauener Architekten Dr. Hans Schurig. Alle Gebäude der Siedlung sind geprägt durch die gleichen Gestaltungselemente. Deutlich wird der Einfluss der sogenannten Neuen Sachlichkeit, deren Beispiele nicht mehr durch applizierten Schmuck, sondern durch ihre Proportionen ästhetisch anspruchsvoll gestaltet wurden. Die Wand wird als Fläche aufgefasst. Aufwendiger und mit Einfluss noch des Expressionismus sind die Eingangsachsen gestaltet. Die Hauseingänge sowie die Treppenhausfenster werden von roten Klinkerflächen gerahmt. Auch die übrigen Fenster sind von roten Klinkerbändern gerahmt (nicht bei allen Häusern erhalten). Wichtig für das Erscheinungsbild der Häuser war die ursprünglich vorhandene Sprossenteilung der Fenster. Abgeschlossen werden die Häuser durch Satteldächer. Den Häusern sind Vorgartenanlagen vorgelagert. Die Anordnung der Häuser entlang der Straßen und der Straßenverlauf nehmen Bezug auf die Topographie des Geländers, wodurch eine interessante Höhenstaffelung der Gebäude entstand. Die Bebauung wirkt aufgelockert, die Häuser weisen einen genügenden Abstand zur gegenüberliegenden und benachbarten Bebauung auf, so dass gesunde Wohnbedingungen entstanden. So waren die in den Mehrfamilienhäusern befindlichen Wohnungen gut belichtet und hatten durch die damalige Lage am Rande der Stadt und durch die Durchgrünung des Geländes auch genügend Frischluft mit geringerer Luftverschmutzung. In den 1920er und 1930er Jahren entstanden in allen größeren Industriestädten umfangreiche Projekte des sozialen Wohnungsbaus, dessen Anliegen es war, die Wohnungsnot zu minimieren und angemessenen bezahlbaren Wohnraum, der bestimmten Kriterien an Größe, Zimmerzahl, Belichtung, sanitäre Einrichtungen usw. genügen musste, zu schaffen. Die Siedlung „Gartenstadt am Weinberg“ ist wohl das bedeutendste Siedlungsprojekt dieser Art in Plauen.
2. ↑  Hauptfriedhof Plauen:
Geschichtliche Angaben:
  - 1901 Gründung des Plauener Feuerbestattungsvereins
  - 1907 Feststellung, dass die beiden anderen städtischen Friedhöfe (Friedhof I und II) in absehbarer Zeit nicht mehr ausreichen würden
  - 1909 Entscheidung der Stadtverordneten für das Gelände in Reusa
  - ansteigendes Gelände von 405 m auf 460 m über NN (50 m Höhenunterschied), geplante Fläche von 37,5 ha
  - Gestaltung des Friedhofs und des Krematoriums nach Plänen und unter der Leitung von Stadtbaurat Wilhelm Goette mit seinem Mitarbeiterstab, Stadtbauinspektor Dolzig und dem Architekten Wunderlich
  - 1912 Beginn der gärtnerische Gestaltung durch Dr. Rudolf Bauer
  - 1913 Beginn der Arbeiten an den Hochbauten
  - 1. Februar 1918 feierliche Eröffnung des Friedhofs

Gartendenkmalpflegerische Schutzgüter und vegetative Schutzgüter:
  - Zugänge: 
    - Haupteingänge: zwei Zufahrten mit je zwei Zugängen und drei zweiflügelige Ziergittertore von der Kleinfriesener Straße als Bestandteil des Verwaltungsgebäudes
    - Nebenzugänge: Wirtschaftszufahrt von Westen (An der Suttenwiese), Nebenzufahrt von Osten (Sorgaer Straße und Tauschwitzer Straße)

  - Wege und Plätze:
    - Hauptwege: breite, als Haupterschließungswege vorgesehene Asphaltwege
    - Nebenwege: wassergebundene Decke
    - untergeordnete Wege: zur Erschließung der Grabreihen vorgesehene, sehr schmale Wege, im südlichen Bereich (Grabfeld VI) aus Theumaer Schieferplatten
    - Platzartige Erweiterung südlich des Haupteingangs: mittlere Erschließungsweg mit Asphaltdecke, östlich und westlich davon, durch Rosenbeete abgetrennt, Wege mit wassergebundener Decke und Gerinne aus Schieferplatten
    - südlich an diese Anlage anschließend Grab- und Gedenkstätte für die Opfer des Faschismus: östlich und westlich davon Wege mit wassergebundener Decke davon wieder weiter links und rechts halbkreisförmig verlaufende Zuwege zum Krematorium aus mittelgroßem Granitpflaster
    - Platz vor dem Krematorium: wassergebundene Decke, östlich und westlich davon breite Streifen aus mittelgroßem Granitpflaster
    - Hof des Krematoriums und rückwärtige Eingangssituation: Pflastergestaltung aus Seifenpflaster und Klinker
    - Ehrenhain für die Kriegstoten des Ersten Weltkrieges, Ehrenhain für die Gefallenen des Zweiten Weltkrieges, Grab- und Gedenkstätte für die Opfer des Faschismus: Wege aus Theumaer Schieferplatten

  - Alleen/Baumreihen: waldartiger Baumbestand im gesamten Friedhofsgelände
    - Platzartige Erweiterung südlich des Haupteingangs: östlich und westlich als Raumabschluss gepflanzte Säuleneichen (Quercus robur ‚Fastigiata'), Pflanzabstand ca. 6 m
    - Grab- und Gedenkstätte für die Opfer des Faschismus: östlich und westlich zweireihige Alleen mit gegenständig angeordneten Säuleneichen (Quercus robur ‚Fastigiata'), Pflanzabstand ca. 6 m vom Vorplatz des Krematoriums nach Osten bzw. Westen wegführende, zweireihige Alleen aus gegenständig angeordneten Sommerlinden (Tilia platyphyllos), Pflanzabstand ca. 6 m
    - halbrunder Platz nördlich der Grabfelder IV und V: zwei Reihen aus Baumhaseln (Corylus colurna), Pflanzabstand ca. 5 m
    - Grabfeld VI: zwei von Nord nach Süd verlaufende zweireihige Alleen aus gegenständig angeordneten Sommerlinden (Tilia platyphyllos), Pflanzabstand ca. 6 m

  - Einzelbäume:
    - intensiv gestaltete südwestliche Ecke von Grabfeld II: vier um einen Brunnen gruppierte Winterlinden (Tilia cordata)
    - rondellartige Anlage nördlich von Grabfeld VI: im Zentrum drei um eine vierte angeordnete Magnolien (Magnolia spec.) (ein fünfter Baum fehlt), außerhalb des kreisförmig angelegten Weges 15 ebenfalls im Kreis angepflanzte Robinien (Robinia pseudoacacia) (ein sechzehnter Baum fehlt)
    - Grabfeld VII: ein Paar Weißdorne (Crataegus spec.)
    - Grabfeld VIII: hainartige Pflanzung von Spitzahornen (Acer platanoides)

  - Hecken und Sträucher: 
    - Grabfelder I, II, II, X, XI und XII: geschnittene Hainbuchenhecken (Carpinus betulus) entlang der Wege
    - Grabfelder II und VII: Bulmalda-Spiersträucher (Spiraea bulmalda)
    - Grabfeld XI: Begrenzung der breiten Nord-Südachse des Grabfelds durch Hartriegel (Cornus alba)
    - Platzartige Erweiterung südlich des Haupteingangs: mächtige Rhododendronsträucher (Rhododendron spec.) östlich bzw. westlich der Baumreihen
    - Vorplatz des Krematoriums: Rhododendren (Rhododendron spec.) östlich und westlich der Zugangstreppe zum Krematorium
    - Ehrenhain für die Kriegstoten des Ersten Weltkrieges: Wacholderpflanzung (Juniperus chinensis ‚Pfitzeriana') als Bestandteil der Eingangssituation der Gedenkstätte
    - Sowjetische Grab- und Gedenkstätte: Rhododendronpflanzung (Rhododendron spec.) links und rechts des Gedenksteins
    - Grab- und Gedenkstätte für die Bombenopfer der Luftangriffe vom 10. April 1945: Wacholderpflanzung (Juniperus chinensis ‚Pfitzeriana') als Eckbetonung der Anlage, Hintergrundbepflanzung des Gedenksteins aus Rhododendron (Rhododendron spec.) und Scheinzypresse (Chamaecyparis lawsoniana)

  - Anmerkung: Der untere Teil der Anlage entspricht in wesentlichen Teilen dem Entwurfsplan, während im oberen Teil der Friedhofsanlage von diesem Plan abgewichen wurde, weil die ursprünglich geplante Flächenausdehnung nicht mehr benötigt wurde.

Bauliche Schutzgüter:
  - Gebäude:
    - seit 2013 die Skulpturen von Minerva und Herkules aus dem ehemaligen Kgl. Gymnasium
    - Krematorium: Einzeldenkmal, monumentaler, axial ausgerichteter Bau mit flankierenden Seitenflügeln, halbkreisförmiger Eingangsvorbau (Apsis), dieser flankiert von überlebensgroßen Figuren (Trauernden), Hauptbau mittels offenen Zwischenbauten mit Seitenflügeln verbunden, Putz und Werkstein
    - Verwaltungsgebäude: Einzeldenkmal, riegelartiger Bau, Haupteingang des Friedhofs
    - Einfriedungen: Sachgesamtheitsteil, verputzte Ziegelmauer an der Nordseite des Friedhofs, Holzlattenzaun an der Ost- und Westseite
    - Brunnen: Sachgesamtheitsteile, 19 historische Brunnen aus Sandstein oder Theumaer Schiefer, Wasserentnahmestellen u. a. innerhalb Urnenhain, aber auch restliche Friedhofsgelände

  - Gedenksteine/Kriegsgräber/Mahn- und Gedenkstätten: Einzeldenkmale
    - Grab- und Gedenkstätte für die Opfer des Explosionsunglücks der Plauener Munitionsfabrik am 19. Juli 1918: Grabfeld umrahmt von Steinen mit Namen der Toten, Steinkreuz auf Grabfeld sowie tempelartiges Gebäude mit Inschrift
    - Ehrenhain für die Kriegstoten des Ersten Weltkrieges: Grabfeld für die Gefallenen des Ersten Weltkrieges hinter Krematorium, Gräber für im Plauener Lazarett verstorbene Soldaten, vielfach nach Kriegsende erst verstorben
    - Ehrenhain für die Gefallenen des Zweiten Weltkrieges, Soldatenfriedhof "Den Opfern beider Kriege": Grabfeld für gefallene deutsche Soldaten des Zweiten Weltkrieges, Stele von 1994, Erinnerung an 253 Gefallene
    - Grab- und Gedenkstätte für die Bombenopfer der Luftangriffe vom 10. April 1945, Ehrenmal für Bombenopfer: Stein Theumaer Schiefer mit eingemeißelter Inschrift „Unsere Toten mahnen Bannt den Krieg 1944 – 45“
    - Kleines Kriegerdenkmal und serbischer Grabstein (Alliierte), Grabmäler für Kriegsgefangene oder Zwangsarbeiter: u. a. Stein mit Inschrift „Hier ruht Serbe Damianovic Aleksandar 1909–1941“
    - Grab- und Gedenkstätte für die Opfer des Faschismus, VDN - Ehrenmal: Schrifttafel mit Inschrift, Theumaer Schiefer
    - Sowjetische Grab- und Gedenkstätte: Stele mit russischer Inschrift, die auf die russischen Opfer des Faschismus hinweist und Stern, Stele und Postament Beton, Inschrifttafel Bronze, nahe Schäfereiweg, sowie Sowjetisches Gefallenendenkmal, in kyrillischer Schrift „Ehre den Gefallenen“, schlichter Stein mit eingemeißelter Inschrift
    - Polnisches Sammelgrab: Denkmal für polnische Zwangsarbeiter/Kriegsgefangene, rechts vom Urnenhain neben Hauptweg
    - Italienischer Gedenkstein
    - In einem Flächengrab ruhen 96 Sowjetbürger: 18 Kriegsgefangene, 73 Zwangsarbeiter und fünf Kinder sowjetischer Zwangsarbeiterinnen. Auf dem Grab Denkmal: auf einer niedrigen Plattform ein breiter Sockel, darüber Obelisk mit abgestumpfter Spitze. In der Mitte ehrender Text. Werkstein, Höhe ca. 550 cm, errichtet ca. 1947.

Gräber und Grabanlagen: Einzeldenkmale
  - Grabfeld I:
    - 1. Urnengrabmal Paul Reimann: 1921, architektonischer Rahmen mit Blumenschale und Urne, Grab-Nr. Gb 10, Erdgrab
    - 2. Grabmal Baumeister Oswald Kriester: 1871–1936 und dessen Frau, Erdgrab, zwei Granitsteine geschliffen mit aufgesetzter Schrift bzw. eingetiefter Schrift, dazwischen Galvanoplastik „Segnender Christus“, lebensgroß, personengeschichtliche Bedeutung, Grab-Nr. Ga 25
    - 3. Alma Thoss: Urnengrab, 1928, Musterfeld Feld 1
    - 4. Minna Greiling: Urnengrab 1929, Musterfeld, Feld 1
    - 5. Familie Richard Hermann Wolf: Erdgrab, Säule mit Lotusblüte, Sandstein, um 1920, Musterfeld Feld 1
    - 6. Prof. Friedrich Schnackenberg: 1863–1939, Seminarmusikdirektor von Plauen, Grabmal von Steinmetz Ballmann, Erdgrab, einfacher Stein mit vertiefter Schrift, ortsgeschichtliche Bedeutung, Grab-Nr. Gb 21, I/2
    - 7. Grabmal Wilhelm Johann Ludwig Gutmann, gestorben 1927, Grabstein mit Urne aus der Entstehungszeit des Friedhofes, einfacher zeittypischer Stein, Grab-Nr. Gb 58, I/10, Grabfeld I, oberer Abschnitt
    - 8. Adalbert Wöllner: Erdgrab, 1955, Plinte, darüber Steinkubus bekrönt durch strahlenförmigen Aufsatz, rechts neben Hauptweg unterhalb des Krematoriums, Grab-Nr. Pb 33
    - 9. Familie Otto Schreiner: Familiengrabstätte aus den 20er Jahren des 20. Jahrhunderts, Erdgrab, Plinte, Bronzeplastik, Trauernde kniend, Otto Schreiner war Fleischermeister und Inhaber einer Fleischerei in der Neundorfer Str. 30, rechts neben Hauptweg unterhalb Krematorium, Grab-Nr. PC 31, II/D 7
    - 10. Karl Friedrich Matthes, Fabrikant, Betriebsleiter und Inhaber der Firma Matthes & C. Interlockweberei in der Thiergartenstraße 27 B, Erdgrab, Grabstätte für K. F. Matthes und dessen Familie: 1897–1948, Grabmal möglicherweise älter (um 1920), Galvanoplastik Trauernde annähernd lebensgroß sowie Granitblock mit vertiefter Schrift, Steinmetz Kretzschmar, künstlerische Bedeutung, Grab-Nr. Ga 79, II/D 8
    - 11. Alfred Fallot: 1878–1925, Erdgrab, aufwendige und ungewöhnliche Gestaltung, überdimensionierte steinerne Urne, an deren Fuß und Oberteil vier Engel, die unteren Engel mit Feustel und Zahnrad, die oberen Engel mit Stechzirkel und Zeichenrolle, Travertin, Grab-Nr. Pb 24
    - 12. Familie Prager: 20er Jahre des 20. Jahrhunderts, Erdgrab, Grabstein Rochlitzer Porphyrtuff, Kubus mit Blumenschale, rechts neben Krematorium, Grab-Nr. Pb 11
    - 13. Familie Lay: jüdischer Textilunternehmer, vermutlich 1921 nach Tod von Richard Lay errichtet, Familiengrabstätte, Erdgrab, großzügige architektonische Anlage, Säulen und Architrave, darunter steinerne Urnen, davor überlebensgroße Steinplastik eines liegenden Trauernden, Kopie nach dem Juliusgrab von Michelangelo, Grabplatten für Richard Lay von 1921, Marie Lay von 1982, Hedwig Lay von 1942, Emma Lay von 1923, Louis Lay von 1923, Standort rechts unterhalb des Krematoriums, Grab-Nr. Pb 1
    - 14. Dr. med. Max Sturm: für Johannes Sturm (gestorben 1913) angelegte Familiengrabstätte, Erdgrab, in Mitte steinerne Schrifttafel mit Bekrönung, diese dekoriert mit floralen Motiven, die Schrifttafel flankiert von kannelierten Pfeilern, Grab-Nr. Pb 7c
    - 15. Paul Brückner, Baumeister: 1859–1913, Grabmal für Paul Brückner und dessen Frau, Paul Brückner war Baumeister in Plauen, u. a. entwarf er Straßenzüge in der Süd- und Ostvorstadt, Erdgrab, Grabmal von Steinmetz Gentzsch mit leicht überlebensgroßer Galvanoplastik „sitzendem Engel“ auf einem Granitsockel, sehr schöne Gestaltung, künstlerische Bedeutung sowie personengeschichtliche Bedeutung, Grab-Nr. Pc 54, II/D 17
    - 16. Familie L. Himmer, Familiengrabstätte, Erdgrab, Grabwand mit Nischen und Urne, um 1934, Oberpostschaffner i. R., wohnte am Hindenburgring 6, Grab-Nr. Pc 52, II/D 18
    - 17. Sanitätsrat Dr. med. Rudolf Spitzner: 1890–1969, Erdgrab, einfacher Grabstein, Steinmetz Schneider, Denkmalwürdigkeit auf Grund der personengeschichtlichen Bedeutung, bedeutender Frauenarzt der Stadt Plauen, begründete u. a. den Aufbau der Städtischen Frauenklinik Plauen nach 1945 und war bis 1960 deren Chefarzt, Grab-Nr. Pb 32a, II/11
    - 18. Grabmal Bruno Heroldt: 1910–1987, Erdgrab, einfacher Grabstein, personengeschichtliche Bedeutung, Bruno Heroldt war Kirchenmusikdirektor, Organist, Orgelsachverständiger, Komponist und Musikorganisator, 1945 wurde er zum Kantor an die Johanniskirche berufen, er leitete seit 1951 den Riedelschen Männerchor, ab 1956 Ernennung zum Kirchenmusikdirektor, diese Tätigkeit übte er bis zu seiner Pensionierung im Jahr 1981 aus, Grab-Nr.: Pc 30, II/13
    - 19. Grabmal Georg Johannes Lehmann, Oberbürgermeister der Stadt Plauen von 1916–1931, geboren 1870, Bürgermeister Lehmann erwarb sich große Verdienste um die Stadt Plauen, u. a. entstanden in dieser Zeit die Oberrealschule, die TBC-Tagesstätte im Reusaer Wald, das Verwaltungszollgebäude, das Gebäude der Commerzbank, der Voigtländische Milchhof, Filmlichttheater Capitol usw., u. a. auch die Freibäder „Waldfrieden“ und das Freibad des Naturheilvereins, Erdgrab, schlichter Stein mit Kreuz und vertiefter Inschrift, personengeschichtliche Bedeutung, Grab-Nr. Pa 14, III/20
    - 20. Urnengrabmal Seifert: 1924, Erdgrab, rechts neben Hauptweg unterhalb des Krematoriums, Grab-Nr. Pa 10
    - 21. Grabstätte Louis Unglaub (gestorben 1941) und Hugo Münzing (gestorben 1918): vermutlich ehemaliger Maschinenfabrikant, liegende Schrifttafel, Erdgrab, grob behauene Natursteine zu einer Bank aufgeschichtet, auf der ein Arbeiter mit zerbrochenem Zahnrad sitzt, Bronze, bemerkenswerte Grabplastik, künstlerischer Wert, singulär, Grab-Nr. Pa 1

  - Urnenhain: 
    - 22. Erich Ohser: Grabstätte im Urnenhain, Erich Ohser war ein Plauener Grafiker und Karikaturist, Urnengrab, neuer Grabstein gesetzt, alter Stein liegt heute vor der neuen Grabwand, diese beschriftet mit „Erich Ohser, 1903–1944, Christian Ohser, 1931–2001“, mit einer Karikatur von Erich Ohser, personengeschichtliche Bedeutung, Grab-Nr. P 400, IV/D 21
    - 23. Klara und Franz Kühn, um 1923, Urnengrab im Grabfeld IV im Urnenhain, Grab-Nr. G 176
    - 24. Familie Franz Friedrich Fröhlich zwischen 1925 und 1930, Urnengrab, Grab-Nr. G 142, IV/D 25
    - 25. Lidda verwitwete Ebert 1926, vermutlich Urnengrab Kraus?, Grabfeld IV im Urnenhain, Grab-Nr. G 146
    - 26. Johannes Lange und dessen Familie: 1888–1956, Johannes Lange war Chef der Firma Radioapparatefabrik GmbH Plauen, ein wichtiges Unternehmen für die Plauener Industriegeschichte, Urnengrab, kissenartige Steine mit Familienwappen und Inschrift, Stein von 1998, personengeschichtliche Bedeutung, Grab-Nr. G 241, IV/24
    - 27. Aline Marie Ludwig: Urnengrabmal, 1929, Grab-Nr. G 157, IV/D 20
    - 28. Robert Ewald Liebold: Urnengrab, 1928, Liebold war Steuerassistent des Plauener Finanzamtes und wohnte in der Röntgenstraße 29, Grabfeld IV im Urnenhain, Grab-Nr. G 107b, V/D 29
    - 29. Familie Frotscher und Listner: Mitte der 20er Jahre des 20. Jahrhunderts, Urnengrab, Grabfeld IV im Urnenhain, Grab-Nr. P 32a
    - 30. Familie Ernst Paul Schellhorn: 20er Jahre des 20. Jahrhunderts, Urnengrab, Grabfeld IV im Urnenhain, Grab-Nr. P 31
    - 31. Familie Julius Schneider: Urnengrab, Grabfeld IV im Urnenhain, Grab-Nr. P 26
    - 32. Familien Graumüller-Sämisch, u. a. für Paul Sämisch: 1863–1939 und Luise Graumüller: 1894–1925, Paul Sämisch war Reichsbahn-Oberingenieur a. D., Urnengrab, Urne vermutlich von 1925, Säulenstumpf mit Akanthusblatt, Umgrenzung und Urne, gestalterische Bedeutung, Grab-Nr. G 53, V/D 34, Grabfeld IV im Urnenhain
    - 33. Oberbürgermeister Dr. jur. Max Schlotte: 1877–1952, Urnengrab, niedrige Natursteinmauer, Abdeckung und Schrifttafeln, Viertelkreis, Lage im Urnenhain, Grabfeld IV im Urnenhain, Grab-Nr. G 67a
    - 34. Familie Carl Hesse: Urnengrab, Grabfeld IV im Urnenhain
    - namenlose Grabstelle, Postament mit Lorbeerkranz und Urne, Grab-Nr. P 25
    - 35. Gustav Walter: Optiker, 1925, Urnengrab, Grabfeld IV im Urnenhain, Grab-Nr. G 112
    - 36. Familie Hermann Reinhardt Huster: 1926, Urnengrab, Grabfeld IV Urnenhain, Grab-Nr. G 94
    - 37. Gustav Karl Weber: 1927, Urnengrab, Grabfeld IV im Urnenhain, Grab-Nr. G 124
    - 38. Familie Baumeister Richard Weber: um 1927, Urnengrab, Grabfeld IV im Urnenhain, Grab-Nr. G 124a
    - 39. Ernst Louis Ullmann: 1927, Urnengrab, Grabfeld IV im Urnenhain, Grab-Nr. G 93a
    - 40. Werner Eschebach Ing.: 1928, Urnengrab, Grabfeld IV im Urnenhain, Grab-Nr. G 24
    - 41. Anna Bertha Hubricht: 1922, Urnengrab, Urne Rochlitzer Porphyrtuff, Grabfeld IV im Urnenhain, Grab-Nr. P 7
    - 42. Julie Kirstein und Lucie - Otto Hübel: Urnengrab, Säule bekrönt von Blumenschale, mit Pilastergliederung, Grabfeld IV im Urnenhain, Grab-Nr. P 12a
    - 43. Grabmal, Rudolf Max Donnerhack, Maler, Zeichner und langjähriger Museumsdirektor von Plauen, 1903–1980, er besuchte die Kunstschule in Plauen, nach einer Lehre als Dekorationsmaler war er arbeitslos, wanderte 1923 nach Südamerika aus und arbeitete in Argentinien und Paraguay, nach seiner Rückkehr 1927 setzte er das Studium an der Kunstakademie in Dresden fort, war danach als Dekorationsmaler tätig, 1935 legte er die Meisterprüfung ab, nach Militärdienst und Kriegsgefangenschaft kehrte er 1945 nach Plauen zurück und arbeitete in seinem Beruf sowie als Werbegestalter und wurde Mitglied des Verbandes Bildender Künstler, ab 1951 wurde er mit der Leitung des Vogtländischen Kreismuseums beauftragt, als Museumsdirektor erlangte er Bedeutung für die Stadt Plauen, bekannt war er auch durch seine umfangreiche Vortrags- und Publikationstätigkeit, durch Stadtführungen und Lehrwanderungen, in der Publikation „Berühmte Voigtländer“ Bd. 1 wird er auch aufgeführt, personengeschichtliche Bedeutung, Grab-Nr.: G 98, Urnengrab
    - 44. Grabmal Dr. phil. Rudolf Bauer, Apotheker und Diplomchemiker: 1873–1965 in Plauen, Rudolf Bauer übernahm die „Alte Apotheke“ Plauens als Eigentümer, er war Vorstand des Apothekenvereins des Kreises Zwickau, außerordentliches Mitglied des Sächsischen Landesgesundheitsamtes, Apothekenprüfer im Unterbezirk Zwickau, gehörte zum Kirchenvorstand St. Johannes und war viele Jahre Stadtverordneter, einfaches Grabmal mit aufgesetzter Inschrifttafel vom Steinmetz H. Schmeißer, personengeschichtliche Bedeutung, Grab-Nr.: P 31A, V/36, Grabfeld IV im Urnenhain, Grab-Nr. P 31a, Urnengrab
    - 45. namenlose Säule (gegenüber Familie Schneider), eventuell Dr. med. Gerhard Müller-Mellage?, Grabfeld IV im Urnenhain
    - 46. Ernst Albert Friedrich Zuber und dessen Familie: 1868–1947, Urnengrab errichtet für dessen Frau Alma Emma Zuber 1925, Sockel mit vertieften Inschriften über kreisförmigem Grundriss oder Säulenstumpf, darüber Kranz und Urne, gestalterische Bedeutung, Grab-Nr. G 293, IV/D 19
    - 47. Dr. med. Anton Ferdinand Kraus, Sanitätsrat: 1906–1989, Arzt, u. a. Gründer der Kreisgewerkschaftsgruppe der Ärzte nach 1945, niedergelassener Praktiker und Hautarzt in Plauen, Arzt in der Poliklinik u. a. Facharzt für Dermatologie, seine Leistungen beim Wiederaufbau des Gesundheitswesens nach 1945 werden von der Stadt Plauen geschätzt, u. a. trägt eine Straße im Wohngebiet Plauen-Krieschwitz seinen Namen, er wird auch in den „Berühmten Voigtländern“ Bd. 2 erwähnt, Urnengrab, schlichter Grabstein von 1989, Grab-Nr. G 294, IV/25

  - Neue Erweiterung Grabfeld VI:
    - 48. Johannes Hegner: 1924–1979, Kunstmaler in Plauen, wohnte in der Gustav-Freytag-Straße 4, personengeschichtliche Bedeutung, Urnengrab, Grabfeld VI/41, Grab-Nr. G 813

  - Alte Erweiterung Feld III West, Grabfeld VII:
    - 49. Grabmal Hans Wolfgang Sachse: 1899–1982, u. a. war er Theaterkapellmeister am Plauener Stadttheater, übte diese Tätigkeit bis 1927 aus, danach leitete er mehrere große Chöre Plauens, er war als Musikerzieher und Begleiter tätig, war Mitglied des Verbandes Deutscher Komponisten 1951 und Musikwissenschaftler, zahlreiche Chorlieder und Kantaten entstammen seiner Feder, Urnengrab, personengeschichtliche und regionalhistorische Bedeutung, Grab-Nr. W 2085, VII/43

  - Krematorium Grabfeld VIII:
    - 50. Stadtbaurat Wilhelm Goette: Urne, aufgestellt im Vorhof des Krematoriums, Postamentstelle 2, Urne, Inschrift „Stadtbaurat von Plauen Erbauer des Rathauses und des Krematoriums“
    - 51. Leonora Goering geborene Scott: Urnengrab, 1876–1922, war mit Kaufmann Johannes Goering verheiratet und wohnte in der Bärenstraße 23, Postamentstelle 7, VIII/45, Urne
    - 52. Otto Albert Rahmig: 1849–1922, Kaufmann, Urnengrab für die Kaufmannsfamilie Rahmig, Postamentenstelle 6, VIII/46, Urne

  - Feld II Oberer Teil, XI:
    - 53. Grabstätte Mocker für Anni Mocker: 1875–1942 und Dr. phil. hc. Arno Mocker, Fabrikdirektor in Rente (1870–1950), Erdgrab, Kreuz aus Rochlitzer Porphyrtuff mit zwei Grabplatten, Dr. Arno Mocker war laut Adressbuch von 1926 Direktor der Industriewerke AG Englische Gardinenweberei, Tüllweberei in Baumwolle und Seide, Spitzentülle, Dekostoffe, Apparaturanstalt, Bleicherei und Färberei, das Kreuz ist das einzige dieser Art auf dem Plauener Friedhof, ortsgeschichtliche, gestalterische und regionale Bedeutung, Grab-Nr. Pb 66, XI/D 46
    - 54. Grabmal Sanitätsrat Dr. med. Kurt Freiherr von Lamezan: 1886–1977 und seine Frau Dr. med. Freifrau von Lamezan (1895–1940), Erdgrab, Grabplatte Kupfer von 1940, Dr. med. Kurt Freiherr von Lamezan war bis 1924 am Plauener Krankenhaus tätig, 1924 eröffnete er eine eigene Praxis als Facharzt für Innere Krankheiten, dann folgte der Militärdienst, 1945 erneut eine Praxis in Plauen und nebenamtlich beschäftigt in der Tuberkuloseberatungsstelle Plauen Land, bei der Gründung der 1. Poliklinik Plauen war er maßgeblich beteiligt und stellte seine Kraft als Internist zur Verfügung in der Zeit von 1948–65, Dr. med. Freifrau von Lamezan war ab 1924 die zweite praktizierende Ärztin in Plauen, personengeschichtliche Bedeutung, Grab-Nr. Pc 64
    - 55. Urnengrabstätte Emana Jaeger & Lisch: 1924 angelegt, Erdgrab, Säulen mit Architrav, darunter Urne, daneben steinerne Balustrade oder Steinbänke, Grab-Nr. Pb 57
    - 56. Grabmal Dr. med. Ernst Paschke: 1899–1967, Dr. med. Paschke war Chirurg, während des Zweiten Weltkrieges Chefchirurg im Standortlazarett Plauen-Westend, ab 1945 hatte er einen Praxis- und Klinikbetrieb in der Weisenstraße, er war im Voigtland berühmt wegen seiner Kropf- und Stumpfoperationen, außerdem hinterließ er dem hiesigen Krankenhaus eine beträchtliche finanzielle Summe zum Auf- und Ausbau des Pathologischen Institutes, Erdgrab, einfacher Stein mit eingelassener Schrift, Granit geschliffen, personengeschichtliche Bedeutung, Grab-Nr. Pb 45a
    - 57. Grabmal Friedrich Struve: 1863–1936, und Johanna Luise Haupt, geborene Struve (1900–1929), Friedrich Struve war Landgerichtspräsident in Rente, geheimer Justizrat, Ritter Hoher Orden, war u. a. Gerichtsassessor, Amtsrichter in Chemnitz, 1899 Landrichter, 1902 Landgerichtsrat, 1905 Landgerichtsrat in Bautzen, von dort wurde er dann nach Leipzig versetzt, am 1. Mai 1920 erfolgte seine Berufung zum Landgerichtspräsidenten in Plauen bis zu seiner Berentung, Erdgrab, Grabmal vermutlich von 1929, einfacher Naturstein mit Weinlaub und Weintrauben dekoriert und altdeutscher eingravierter Schrift (fast neogotisch anmutend), personengeschichtliche Bedeutung sowie künstlerische Bedeutung, Grab-Nr. Gb 155